# Orthoceratidae
Orthoceratidae ist eine ausgestorbene Familie von nautiloiden Kopffüßern, die in Nordamerika, Europa, Asien, Afrika und Australien vom Ordovizium (490 Ma) bis zur Trias (203,7 Ma) vertreten waren.

## Taxonomie
Die Orthoceratidae wurden von McCoy (1844) benannt und von Teichert und Miller (1939) als Orthocerotidae den Orthocerida zugeordnet, zusätzlich den Michelinoceratida von Flower (1962) und den Orthocerataceae von Sweet (1964). Durch Evans (1994, 2005) und Flower (1962) wurden sie ebenfalls den Orthocerataceae und Orthocerida zugeordnet. Kröger et al. (2007) zeigte schließlich, dass die Orthocerotidae von Teichert und Miller (1939) synonym mit Orthoceratide von McCoy (1884) sind.

## Merkmale
Orthoceratidae sind gekennzeichnet durch lange, schlanke, meist orthokonische (gerade) oder leicht gekrümmte Schalen. Der Sipho ist ablagerungsfrei und zentral oder subzentral orthochoanisch, also die Siphonaldüten kurz und gerade und die Siphonalhüllen zylindrisch. Die Körperkammer ist lang mit zylindrischen oder nur leicht verstärkten Verbindungsringen. Das äußere Gehäuse kann glatt oder in Form von Längs- oder Querrippen und/oder Lira gestaltet sein.